# Augusto Méndez de Lugo
Augusto Méndez de Lugo y López de Ayala (Madrid, 19 de enero de 1945) es un juez español, presidente del Tribunal Superior de Justicia de Andalucía, Ceuta y Melilla entre 1995 y 2010.

## Trayectoria
Aunque nacido en Madrid y residente durante varios años en Santa Cruz de Tenerife, Méndez de Lugo ha desarrollado la mayor parte de su acción judicial en Córdoba, Málaga y principalmente en la ciudad de Granada, esta última sede del TSJA.
Licenciado en Derecho por la Universidad Complutense de Madrid en 1967, Méndez de Lugo se diplomó también en Lengua y Literatura Francesas por el Institut de la Touraine de la Universidad de Poitiers. Ingresó en la Escuela Judicial en el año 1972 con el número cinco y, una vez aprobado el curso, fue nombrado Juez de Primera Instancia e Instrucción de Cabra (Córdoba). Sus destinos judiciales posteriores tuvieron lugar en Aguilar de la Frontera (Córdoba) y Vélez-Málaga (Málaga), desde el año 1975 a 1980.
Ascendió a magistrado en 1980 y su primer destino en esa categoría fue en la recién creada Audiencia Territorial de Bilbao, donde permaneció hasta 1985. Posteriormente fue magistrado-juez de Instrucción en Las Palmas de Gran Canaria y también en Málaga. En enero de 1986 fue nombrado por el Consejo General del Poder Judicial presidente de la Audiencia Provincial de Córdoba, cargo para el que fue reelegido en 1991.
A propuesta del Pleno del CGPJ fue nombrado en mayo de 1995 presidente del Tribunal Superior andaluz, con sede en Granada, cargo en el que fue reelegido en mayo de 2000 y en junio de 2005, convirtiéndose en el único presidente de Tribunal Superior de Justicia en España reelegido tres veces.
En junio de 2010, el PSOE lo propone en el Parlamento autonómico andaluz como candidato al Tribunal Constitucional español.
Ha sido distinguido con la Cruz de Honor de San Raimundo de Peñafort (2010), la Medalla de Oro de la Facultad de Derecho de Granada y es Hijo Adoptivo de Granada desde 2009.